# 서울구남초등학교
서울구남초등학교(-九南初等學校)는 대한민국 서울특별시 광진구 구의동에 있는 공립 초등학교이다.

## 학교 연혁
- 1998년 6월 5일: 개교

## 참고 자료
- 서울구남초등학교 - 한국교육학술정보원 학교알리미